# El principio del placer

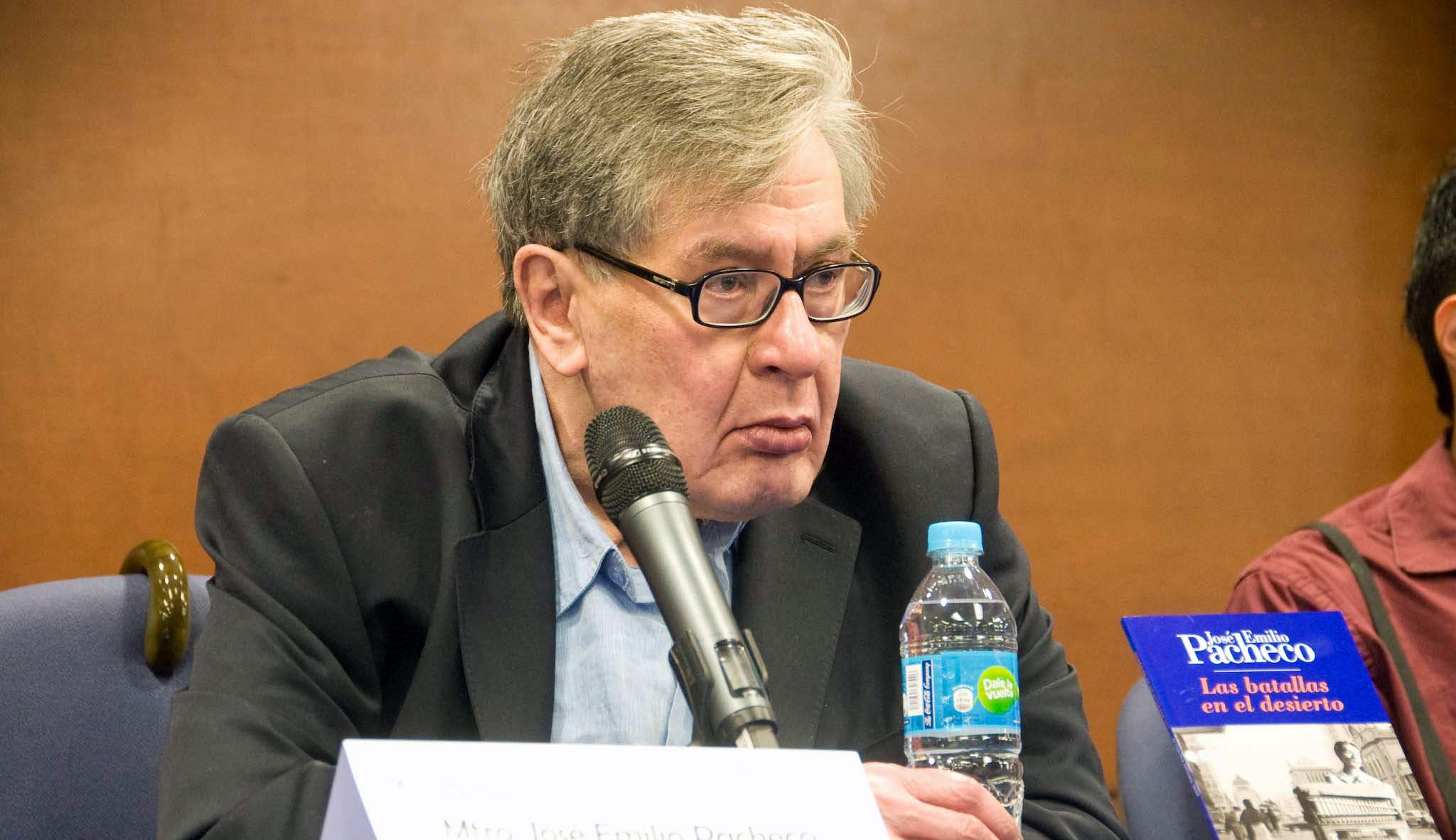
José Emilio Pacheco

El principio del placer es un libro de ficción de José Emilio Pacheco, publicado por primera vez en 1972 y reeditado constantemente desde entonces. El mismo consta de cinco cuentos y una novela corta del escritor mexicano, y cada historia corresponde a las distintas edades humanas, desde la infancia hasta la vejez; también se abordan varios temas entrelazados en la obra: lo que ayer fuimos y hoy no somos, el sueño que antes éramos y tuvimos que abandonar, el descubrimiento del amor, la amistad, la sexualidad, la violencia y la corrupción presentes en la sociedad retratada.
La temporalidad del libro evoca los tiempos de un México dominado por la represión política y la reciente llegada de innovaciones a Ciudad de México. La localización temporal de la mayoría de relatos ronda los años 50 a los 70, y están ambientados en la CDMX.
El principio del placer obtuvo el Premio Xavier Villaurrutia en 1973 en el campo de la narrativa. La edición original fue hecha por Joaquín Mortiz publicada en 1972. La primera edición en nueva versión fue llevada a cabo por Ediciones Era en 1997, ya que ellos compraron los derechos de la obra.

## Contenido y argumento

### El principio del placer

#### Análisis y argumento
Esta novela corta (homónima del libro) está narrada a través de un diario (el diario del protagonista), nos cuenta las desventuras de Jorge y su relación inocente con un mundo que apenas le está mostrando su verdadera cara. La novela está contextualizada en los años 50, en un México posrevolución, caracterizado por la previa campaña electoral de Adolfo Ruiz Cortínez que además se hace alusión en la novela a que este sería presidente el próximo año, por lo que la novela puede rondar entre los años 1950 y 1951. Otra característica que nos deja entrevista la posición temporal de la novela es que el protagonista menciona la reciente aparición del televisor en México, hecho que también ocurre entre 1950 y 1951. La localización de la novela varía entre Veracruz, Ciudad de México y Jalapa, aunque esta última ciudad no haya sido visitada por el protagonista durante el relato.
Jorge de aproximadamente 13 años, con familia adinerada y de padre con rango militar, pasa por todas las etapas del enamoramiento hasta concluir con la decepción amorosa, esto al sentirse fuertemente atraído por Ana Luisa, una joven misteriosa y bastante inculta que le esconde muchos secretos a Jorge. Ana Luisa no es la única que le miente a Jorge, pues este se dará cuenta conforme pasan los días escribiendo su diario, que las personas no son tan confiables como él creía. A lo largo del relato se nos muestran que Jorge va perdiendo su inocencia con cada decisión que toma.
Es una novela narrada a través del diario de Jorge, que con un profundo significado de la realidad y la mentira, atestigua claramente el rostro de un México oprimido por la corrupción, violencia, pobreza y desigualdad social. La frase casi final del libro: "Nadie tiene la culpa de que yo ignorara que todo es una farsa y un teatrito", nos regala una conclusión, sugerida así, en la propia aparición de los políticos y adolescentes, luchadores y chismes; el México al que los adultos se acostumbraron a vivir.

#### Personajes principales
Jorge
Ana Luisa
Amiga de las hermanas de Jorge. Pronto se hace novia de Jorge, aunque al final ella pide terminar la relación. Vive cerca de Jorge y es descrita por este como “hermosa, de cara bella y cuerpo perfecto”. Tiene 15 años, a punto de cumplir 16. Tiene una pésima ortografía y habilidad lectora por lo cual Jorge trata de no juzgarla ya que ella no tuvo los mismos estudios que él (Ana Luisa solo cursó hasta cuarto de primaria) y aparte (según Jorge) hay cualidades en Ana Luisa que compensan sus defectos. Trabaja en El paraíso de las Telas. Su padre es un señor que se gana la vida en su carro con magnavoz en el cual “anda por los pueblos vendiendo remedios contra el paludismo y las lombrices, callicidas, tintura para las canas, veladoras anti-mosquitos y ratoneras”. Constantemente hace viajes a Jalapa en los que tarda mucho en mandar cartas a Jorge, cosa que a él se le hace sospechosa. Miente a Jorge diciendo que la persona que cuida de ella es su tía. Es aparentemente prostituida por su madrastra, una señora que cose ropa para las hermanas de Jorge.
Durán
Ordenanza del padre de Jorge. Es militar. Sirve como chofer a la familia. Es aparentemente amigo de Jorge y en repetidas ocasiones lo ayuda a escaparse con Ana Luisa. Es el que le enseña a manejar a Jorge así como ofrecerse a darle consejos para conquistar a Ana Luisa. Algunas de las actitudes de Durán no le caen bien a Jorge. Al final de la novela Jorge descubre a Durán con Ana Luisa besándose y tocándose en la playa.
Candelaria
Novia de Durán, mismo con el cual se les ve siempre juntos. Candelaria es descrita por Jorge como “bonita, simpática, un poco gorda y con un diente de oro”. Trabaja en la farmacia de los portales. Es la que recibe las cartas que Ana Luisa envía desde Jalapa, mismas cartas que pasa a Durán para que se las entregue a Jorge. Es la que advierte a Jorge sobre la mentira que Ana Luisa le hizo sobre la identidad de la que dijo era su “tía”, quien en realidad es su madrastra. También advierte a Jorge que los misterios de Ana Luisa en Jalapa son que tuvo relaciones con el hijo de un exgobernador. Casi al final de la novela se le insinúa a Jorge y le advierte sobre lo mucho que Durán lo repudia a él y su familia.

#### Otros personajes
- Padre de Jorge: Nombrado jefe de zona militar en Veracruz. Peleó en la revolución mexicana, por lo que debe tener más de 50 años debido a la localización temporal de la obra. Es acusado de corrupto y traidor a la patria.
- Madre de Jorge: Señora comprensible y amable. Confiesa a Jorge que sabe de su relación con Ana Luisa, advirtiendo que no le conviene andar con ella.
- Profesor Castañeda: Persona de la cual Jorge escuchó la recomendación de escribir un diario porque estos ayudaban a “ordenar las cosas y ver cómo éramos antes”.
- Marta: Amiga y compañera de Ciudad de México en la escuela a la que asistía Jorge antes de irse a vivir a Veracruz. Hizo una promesa a Jorge de convencer a su familia para que la llevaran de vacaciones con él.
- Maricarmen: Hermana de Jorge y Nena. Critica y se bula de Jorge constantemente.
- Nena: Hermana de Jorge y Maricarmen. Se burla de Jorge junto con Maricarmen. Las dos hermanas son odiadas por Jorge.
- Gabriel: Novio de Maricarmen. Le envía cartas a Maricarmen que Jorge lee a escondidas y de las cuales se basa para enviarle la primera carta a Ana Luisa.
- Pablo: Amigo que Jorge conoció en la escuela. Advierte a Jorge sobre quién era el exnovio de Ana Luisa.
- Adelina: Amiga de Nena. Se trató de suicidar metiendo la cabeza en el horno y abriendo las llaves del gas sin encender el fuego porque su peor enemiga, Leticia, fue elegida reina del próximo carnaval. Es “gorda” en palabras de Jorge.
- Óscar: Hermano de Adelina que se pelea con Jorge porque le advierte sobre la promiscuidad de Ana Luisa.
- Director: Charla con Jorge sobre sus malas calificaciones y desempeño escolar. Le advierte a Jorge que tiene que mejorar o tendrá que hablar con su padre para internarlo en Hijos del Ejército. Le dice a Jorge que no está en edad para andar con mujeres que le echarán “a perder y volverlo un guiñapo”.
- Yolanda: Amiga de las hermanas de Jorge, que en palabras de este mismo: “es guapísima”. Se va a estudiar a Suiza, situación que entristece a Jorge ya que apenas le comenzaba a gustar Yolanda.
- Gilberto: Hermano de Yolanda y muy amigo de Pablo. Según Jorge, Gilberto es un sangrón. Las hermanas de Jorge dicen que Gilberto gusta de andar con sirvientas ("gatas"), en vez de fijarse en las muchachas de la escuela.
- El verdugo Rojo: Es un luchador el cual odia Jorge y que casi hace que lo linchen después de que Jorge decidiera aventarle un elote en la cabeza, mismo que El Verdugo utilizara para picar a Bill Montenegro en los ojos.
- Bill Montenegro: Ídolo de Jorge del cual se decepciona cuando lo ve junto a El Verdugo Rojo bebiendo cubalibres, alcoholizados y hablando de mujeres.

### La zarpa

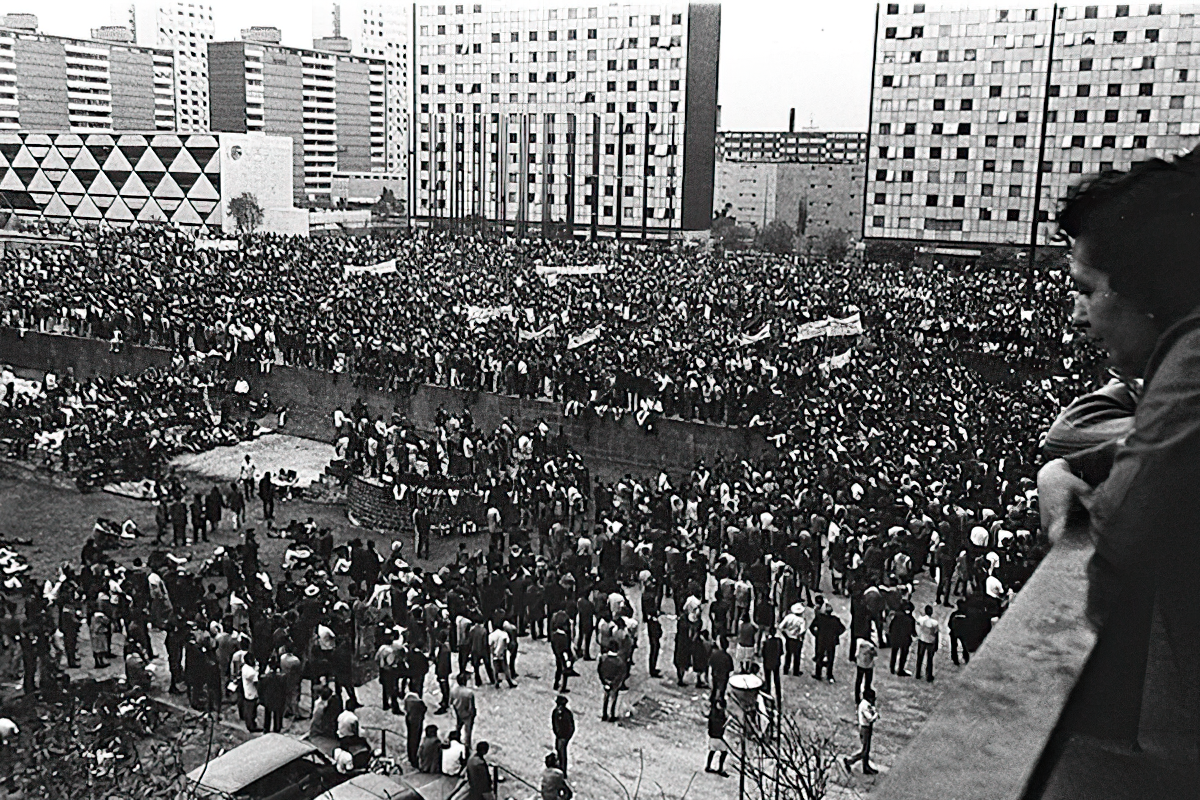
Masacre de Tlatelolco un 2 de octubre de 1968 en Plaza de las Tres Culturas, Ciudad de México.

#### Resumen
El texto, narrado en forma de confesión al padre de una iglesia, nos presenta a Zenobia y su amistad con Rosalba. Las dos amigas desde su infancia fueron educadas por igual. Les enseñaron a hablar y a caminar juntas. En la escuela una de ellas (Rosalba) empieza a sobresalir por lo bella, inteligente y el poder de comunicarse con facilidad con los demás, la otra (Zenobia), quedándose siempre atrás por lo fea, atarantada, y con poca facilidad de expresión empieza a envidiar a su amiga aunque a ella le dice lo contrario. Los sentimientos de odio comienzan a nacer en su interior, las dudas sobre los designios de la vida y los problemas acerca de la amistad verdadera comienzan a surgir. Cuando salió de preparatoria Zenobia trató de separarse de Rosalba tanto para evitar seguir comparándose, como para evitar que las compararan. En una serie de encuentros posteriores al bachillerato, Zenobia atestigua que a Rosalba siempre le va bien en la vida mientras que ella sigue rezagada en su miseria. El relato concluye con Zenobia encontrándose a Rosalba en la calle, ambas acabadas por la edad y viéndose iguales. Zenobia le confiesa al padre que de inmediato fue a abrazar a Rosalba pues todos los atributos que le hacían daño a Zenobia, se habían borrado por la edad, de este modo había perdonado Rosalba por algo de lo que ella no era culpable. Es la conclusión final la que nos revela que la visita de Zenobia al confesionario es para purgar el pecado del odio que tenía hacia Rosalba.

#### Análisis
Este segundo cuento nos habla de la amistad, belleza, injusticias de la vida, machismo, odio, amor, juventud y vejez. La localización de la novela es presuntamente la Ciudad de México, pues Zenobia menciona en repetidas ocasiones algunas de las más famosas calles de CDMX. El tiempo en que transcurre la novela es evidentemente posterior a 1968, esto porque Zenobia insinúa que su hermano falleció en la Masacre de Tlatelolco, pues dice que su hermano "murió asesinado en un tugurio de Nonoalco", esto claramente referente al tiempo en que Zenobia se está confesando. No hay que confundir las fechas en que está haciendo la confesión, con las fechas de los hechos que narra al padre, hechos que transcurren en diferentes etapas de la vida de Zenobia, desde su niñez hasta la vejez.

### La fiesta brava

#### Resumen
Todo comienza con el extravío de Andrés Quintana que se perdió en Ciudad de México un 3 de agosto de 1971, en la Colonia Roma a las once y media de la noche. Andrés es un cuentista del cual se nos presenta un cuento suyo al principio, justo después del anuncio acerca de su desaparición. El cuento de Andrés es homónimo al mismo cuento en sí (La fiesta brava), con la diferencia que el cuento de Andrés (el "metacuento") tiene su título en mayúsculas: LA FIESTA BRAVA.

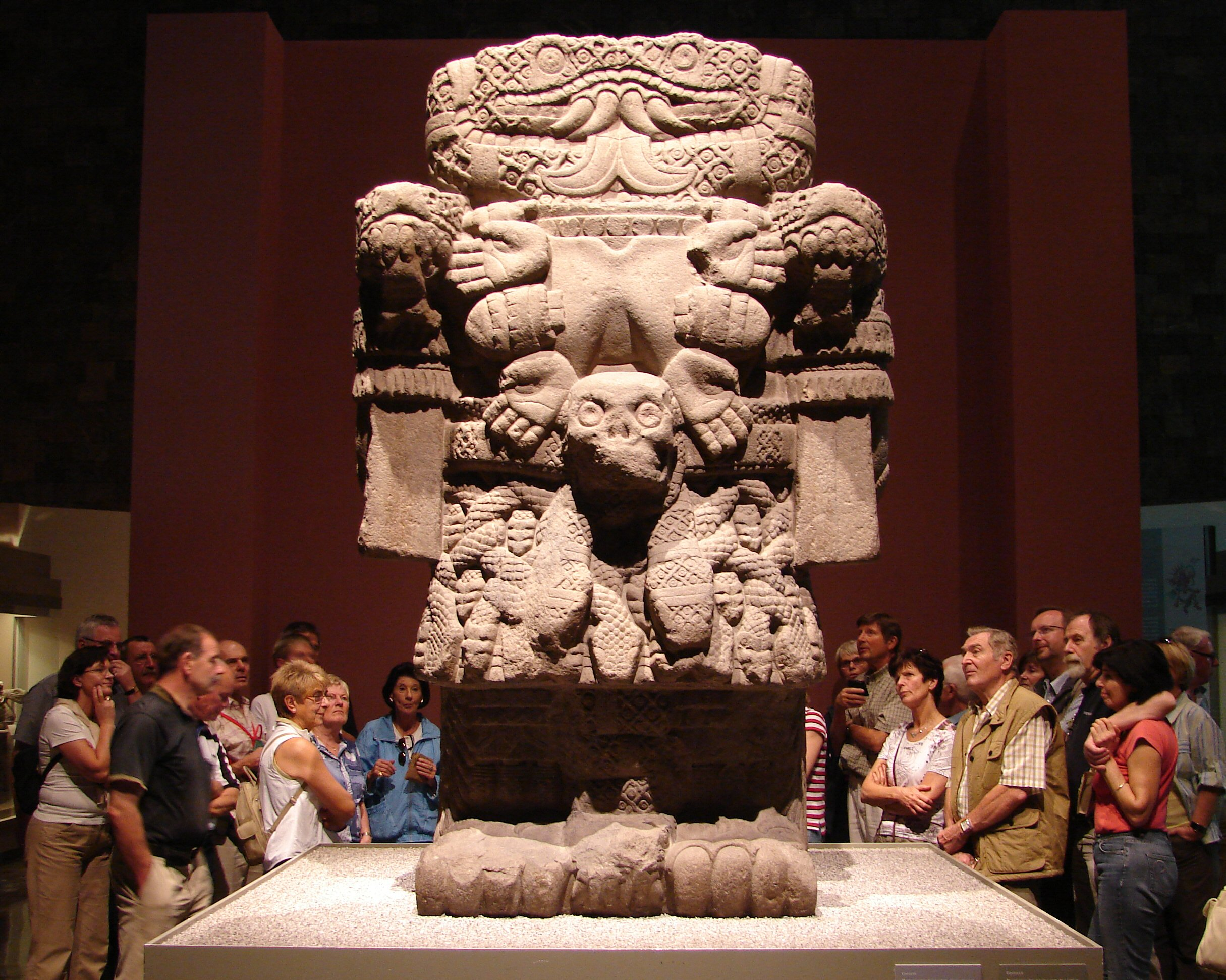
Escultura de la Diosa Cuatlicue en el Museo Nacional de Antropología de la Ciudad de México.

El cuento LA FIESTA BRAVA nos narra la historia de Capitán Keller, un estadounidense pensionado y veterano en la guerra de Vietnam que está de visita como turista en México, esto debido a que México era "lo más barato y lo más próximo". Al parecer Capitán Keller es un hombre que se siente bastante bien de haber ayudado a combatir a los vietnamitas, es por eso que no se siente triste, de hecho presenta un "sentimiento opuesto a la compasión, el asco y el horror que les causaron los primeros combates", esto por haber asesinado muchas mujeres y niños así como quemar aldeas (con Napalm, hecho que precisamente alude a la guerra de Vietnam), todo gracias a la ayuda de los montones de soldados que Keller tenía a su cargo; Keller se siente bien porque ha ayudado a combatir la violencia. En su visita a México, Keller, tiene un itinerario que ponto comenzará a ignorar porque se obsesionará con la figura de la Diosa Coatlicue, esto en el museo de Antropología de la Ciudad de México, ahí Keller pasará el día dibujando en un block, todos los detalles de la Diosa. En un momento Keller decide abandonar a la Diosa Coatlicue para dirigirse a la fiesta brava, pronto Keller se arrepentirá de la violencia vivida en esa celebración y decidirá volver al museo para contemplar a la Diosa. Al salir de museo un señor con su carrito para vender paletas, le ofrecerá a Keller conocer ruinas Aztecas que nunca nadie ha visto. El vendedor de paletas le dará la fecha, hora y ubicación de la aventura. El vendedor le pedirá un taxi a Keller y lo dirigirá a su hotel. A pesar de que Keller desconfía en un principio, aceptará la invitación y se aventurará en el viaje. El vendedor acompañará a Keller por las ruinas Aztecas. Lo lleva por pasadizos secretos y le informa a Keller que está a punto de ser el "primer blanco en ver la piedra pintada, la más grande escultura Azteca, la que conmemora los triunfos del emperador Ahuízotl". En cierto momento Keller comienza a sospechar de un asalto por parte de los "violentos mexicanos", pero el vendedor en todo momento trata de tranquilizar a Keller. El vendedor de helados le pide a Keller que se acueste en una cama de petate. Ahí en la cama Keller sigue pensando que lo van a asaltar pero el sueño vence a su ansiedad y se queda dormido, adormecido por el olor a légamo. Keller de un momento a otro parece despertar del sueño en la cama de un Hotel Holiday Inn. Pronto Keller se vuelve a dar cuenta que despertar en el hotel ha sido una simple alucinación o sueño. Keller abre los ojos y se encuentra de nuevo en las ruinas aztecas. Al final es sacrificado en la Piedra de Ahuítzotl. Le arrancan el corazón con un cuchillo de obsidiana y ofrecen su cuerpo al Dios Jaguar.
El relato se taja en la muerte de Keller y hace un salto a mostrarnos ahora la vida de Andrés Quintana (el hombre que escribió el cuento), mismo que se encontraba traduciendo un texto sobre el gobierno de México cuando recibió una llamada de Ricardo Arbeláez, viejo amigo de Andrés que lo invita a reunirse y platicar sobre un nuevo proyecto de revista que tiene en mente. Ricardo le propone a Andrés que escriba un cuento para la revista que tiene planeada, todo a cambio de mil quinientos dólares. En principio Ricardo pensó comprarle un cuento a Gabo, pero prefirió apoyar el talento nacional de "Mexiquito", como le decía el. Esa misma noche Andrés se pone a escribir "LA FIESTA BRAVA" y termina el cuento después de haberse "fumado una cajetilla de Viceroy y cuatro Coca Colas". Al siguiente día Andrés acude al despacho de Ricardo para mostrarle el cuento, ahí se entera de que Ricardo ha cambiado bastante y tiene gente trabajando para el, situación que lo pone bastante incómodo pues su vida pareciera que no mejoró tanto como la de su viejo amigo. Después de que Ricardo revisara el cuento junto con Mr. Hardwick (el editor-in-chief de la revista), decidió rechazar el cuento por tener pretensiones extrañas y parecer una copia de los mismos cuentos prehispánicos de literatura fantástica. Casi al final le dice Ricardo a Andrés, que su cuente tiene pretensiones anti-norteamericanas, hecho que al final Andrés termina aceptando. Al salir del despacho Andrés se dirige al metro para ir a su casa. Una vez estando en el metro esperando la llegada del vagón, saca algo de su maletín para leer de camino a casa y se encuentra con una copia a carbón de LA FIESTA BRAVA, misma copia que rompe y tira al basurero. Ya en el vagón Andrés se da cuenta de tres hombres que lo están observando, uno de ellos con pinta de norteamericano. Estos tres hombres lo persiguen y lo capturan (posiblemente por trabajar con la CIA), lo hacen en la misma fecha que los mexicas a Capitán Keller: un viernes 13 de agosto en 1971.

#### Análisis

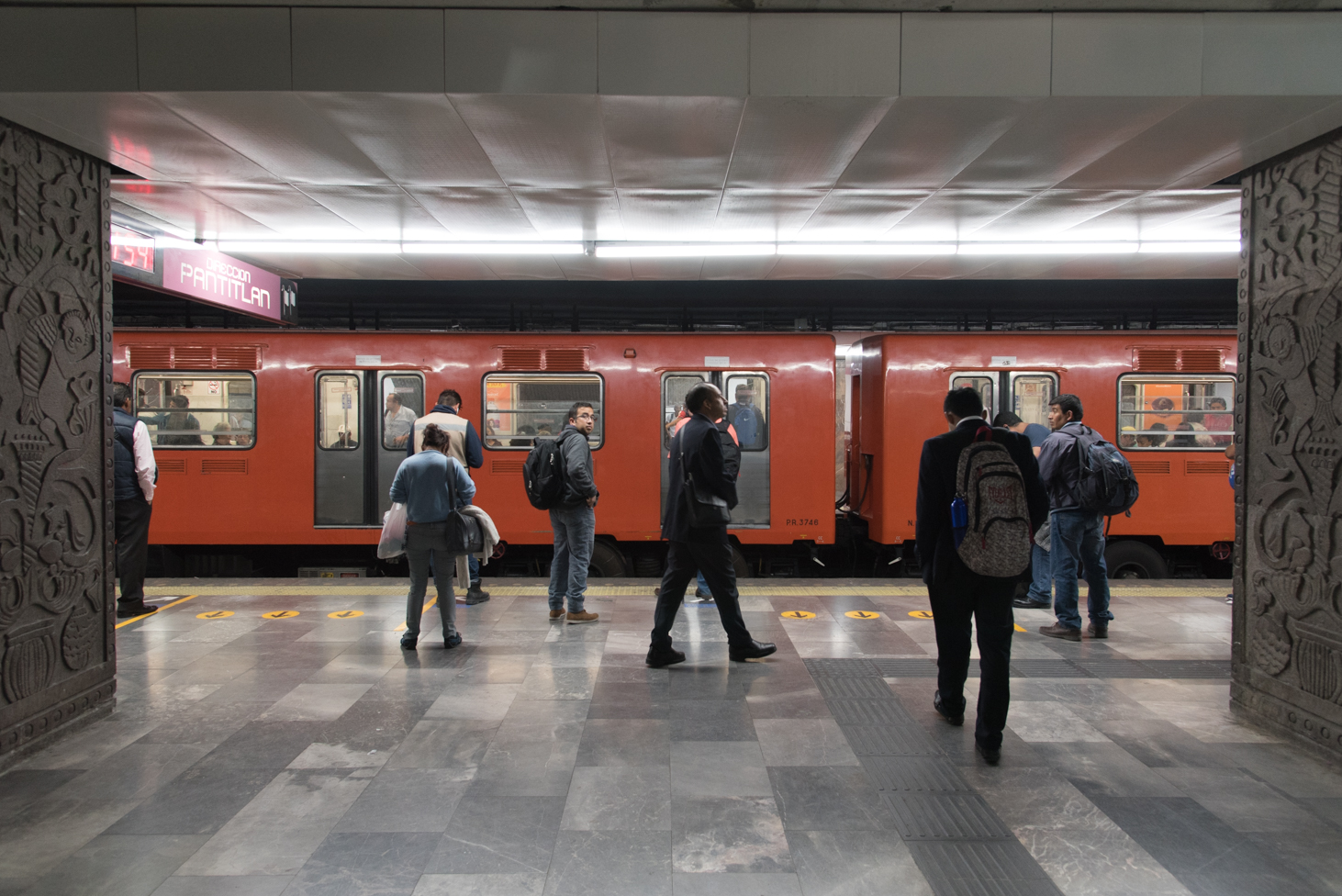
Metro Insurgentes en la CDMX.

“La fiesta brava” habla sobre tres pasados: el pasado de México en los años setenta con sus ideas de revolución, el prehispánico que cuenta su pasado de realizar sacrificios humanos para calmar la ira de los dioses y el pasado personal de Andrés Quintana un aspirante escritor cuyo sueño fracaso y ahora vive disconforme con su trabajo actual. En el texto se pueden distinguir distintas tramas literarias, que se logran unir de formas impredecibles. Este recurso que Pacheco utiliza es una de sus cualidades. La fiesta brava ocurre en los años setenta, durante un periodo de huelgas, manifestaciones y luchas que se llevaban a cabo en un intento de reclamo de mejoras económicas y sociales que fueron reprimidas. En estos actos históricos se puede apreciar el punto de vista del autor sobre los hechos. Pacheco utiliza características psicológicas y éticas opuestas a la que se conoce en los héroes tradicionales de estos cuentos. Estas características pueden ser encontradas en los personajes de Andrés Quintana, Ricardo Arbeláez y Mr. Keller, tres antihéroes. Quintana y Arbeláez pelearon en su juventud por los ideales revolucionarios del momento y ambos personajes simbolizan la polémica que se encuentra en la identidad cultural. Al final ellos terminan traicionando sus ideales sobre la revolución que pelearon en su juventud y se someten a la hegemonía cultural de los Estados Unidos de América. Un hecho interesante es la ridiculización e ironía en el personaje de Capitán Keller, un veterano de guerra que asesinó mujeres, hombre y niños pero que repudia la violencia que hay en México.
En La Fiesta Brava hay influencias de Cortázar en "La noche boca arriba"; de Rubén Darío en "Huitzilopoxtli"; también Carlos Fuentes en general.
La fiesta brava es el primer cuento en mencionar el metro de la Ciudad de México, esto lo hace con sus calles y estaciones en el recorrido de Keller hacia las ruinas Aztecas, el camino de Andrés al despacho y el camino de Andrés a casa. En la contraportada de la edición de 1997 se puede leer que "La fiesta brava es acaso el primer cuento que se escribió sobre el metro en la capital".
Este cuento al parecer habla sobre las propuestas del neoindigenismo y el indigenismo, y explica que ninguna de estas propuestas es la solución al problema de la identidad cultural. Mientras los pueblos indígenas siguen existiendo viviendo en la exclusión y la pobreza no hay posibilidad de formar una nacionalidad y una literatura que se basan en la identidad de estas personas.

Toda "LA FIESTA BRAVA" está narrada en segunda persona y "La fiesta brava" está narrada en primera persona a excepción del principio, en el anuncio sobre la desaparición de Andrés. LA FIESTA BRAVA  presenta errores de puntuación, exceso de comas e intercalaciones extrañas de espacios en blanco en conversaciones:
“La fiesta brava” es el título de uno de los cuentos más experimentales (…) En general, los cuentos de José Emilio Pacheco suelen implementar diversas técnicas narrativas heterogéneas. Cuando digo que “La fiesta brava” es uno de los más experimentales me refiero a que, en éste, existen al menos tres niveles narrativos, con tres narradores diversos: 1. una nota aparentemente periodística, misma que da apretura al relato; 2. una narración hecha por Andrés Quintana, protagonista del relato; y 3. la narración donde éste es protagonista. Las dos últimas, por sí mismas, contienen a su vez fragmentos intratextuales que complejizan el relato en su conjunto, haciendo que “La fiesta brava” sea un festín de discursos. Luis A. Diez cree haber encontrado ecos de “Civilización y barbarie” en este cuento, pues ambos denuncian, con tema histórico, “la ramplonería de ciertos aspectos de la vida literaria mexicana” (“La narrativa fantasmática de José Emilio Pacheco”, 113). A propósito de la estructura del cuento, Bockus Aponte coloca a este relato como una “caja china”: un cuento fantástico dentro de otro cuento fantástico: “La presencia del pasado azteca nunca estuvo mejor lograda que en ‘La fiesta brava’, el cuento más complicado estructuralmente de Pacheco” (“José Emilio Pacheco”, 197). Esta estructura de caja china también está presente en cuentos como “Vals de Mefisto” de Sergio Pitol y en El grafógrafo de Salvador Elizondo.
Como metáfora del mundo que devora su propio tiempo, tenemos ese Metro donde la ficción dentro de la ficción −el capitán Keller− une su historia con la de Andrés Quintana. Este cuento es una mímesis sintética de la Modernidad urbana, donde coexisten lo indígena precolombino y lo citadino en ciernes. En él lo indígena-mítico-exótico, lo extranjero-histórico-imperialista, lo citadino-monstruoso se relacionan como interpretaciones hermenéuticas de la vorágine vivida en un solo espacio: la Ciudad de México. Las otredades que se devoran unas a otras y que, sin embargo, están condenadas a la convivencia urbana. Condenadas a compartir esos espacios de nadie de los que habla Zygmunt Bauman (La modernidad tardía), o los no-lugares de Marc Augé (Los no lugares, El antropólogo como autor): espacios donde se diluye la memoria, donde la identidad individual se extingue y perece en el olvido.

La ciudad como metáfora del tiempo, y la metáfora como el tiempo del espacio, juegan en este cuento de manera perfecta e indisoluble. Es difícil decir dónde está la mímesis medular en este cuento, pues dentro de ella hay otras mímesis, y esas mímesis están atadas a realidades históricas divergentes. Los referentes en ellas exceden el sentido del tiempo histórico donde se sitúan, y hacen del relato una representación de la representación.

#### Personajes principales
Capitán Keller
Un estadounidense pensionado y veterano en la guerra de Vietnam que está de visita como turista en México. Es arrogante, orgulloso, de carácter fuerte y representa la imagen de un antihéroe patriota en Estados Unidos. Capitán Keller pareciera ser la representación del Tío Sam en la guerra de Vietnam.
Andrés Quintana
Hombre casado, cuentista y escritor, traductor frustrado de libros en inglés y estudiante trunco de arquitectura. Delgado, de baja estatura y manos tullidas. Viejo amigo, antes discípulo de Ricardo Arbeláez. Escribía cuentos para la revista Trinchera, mismos cuentos que eran elogiados por su maestro y lo catalogaba como "el cuentista más prometedor de la nueva generación"; Ricardo decía: "Para narrar, nadie como Quintana".

#### Otros personajes
- Vendedor de helados: Hombre que empuja un carrito de helados frente al Castillo de Chapultepec. Es la persona que miente al Capitán Keller; lo lleva a las ruinas Aztecas para sacarle el corazón y sacrificarlo. El vendedor escogió a Keller porque pareciera que tiene un odio hacia las personas que ordenan y someten.
- Ricardo Arbeláez: Mitómano, aristocrático, fanático de la cultura estadounidense, ex-director de la revista Trinchera. Después de terminar su carrera de derecho tenía ilusiones de doctorarse en literatura y renovar las letras en México. Parecía mantener una relación sentimental con Hilda, la actual esposa de Andrés Quintana. En 1961 denunció la editorial donde trabaja Andrés por presuntamente trabajar para la CIA. La tesis en Literatura de Ricardo fue destrozada en una crítica por Rubén Salazar Mallén.
- Hilda: Esposa de Andrés Quintana. En su juventud llegó a escribir poemas para la revista Trinchera, mismos años en los que pasaba mucho tiempo al lado de Ricardo Arbeláez y mismos años en los que mantuvo el noviazgo pre-marital con Andrés. La función de Hilda, en el grupo de la Trinchera, parecía ser la de un líder de opinión. Perdió al bebé que tendría con Andrés en el sexto mes de embarazo, esta situación la hizo abandonar la universidad.
- Los señores Quintana: Padres de Andrés Quintana. Ambos católicos y pertenecientes al Movimiento Familiar Católico. Al quedar su nuera embarazada, deciden regarles algo de dinero y una casa seudocolonial que había construido el padre de Andrés "en Coyoacán con materiales de las demoliciones en la ciudad antigua".
- Mr. Hardwick: Crítico literario, editor-in-chief de la nueva revista de Ricardo y extrabajador del Time Magazine.

### Langerhaus

#### Resumen
La historia comienza una mañana de 1970 con Gerardo que como siempre acude al periódico matutino (Excélsior). Gerardo al hojear el periódico se sorprende de ver que Langerhaus (excompañero del instituto) había muerto en una accidente de coche sobre la autopista a Cuernavaca.   

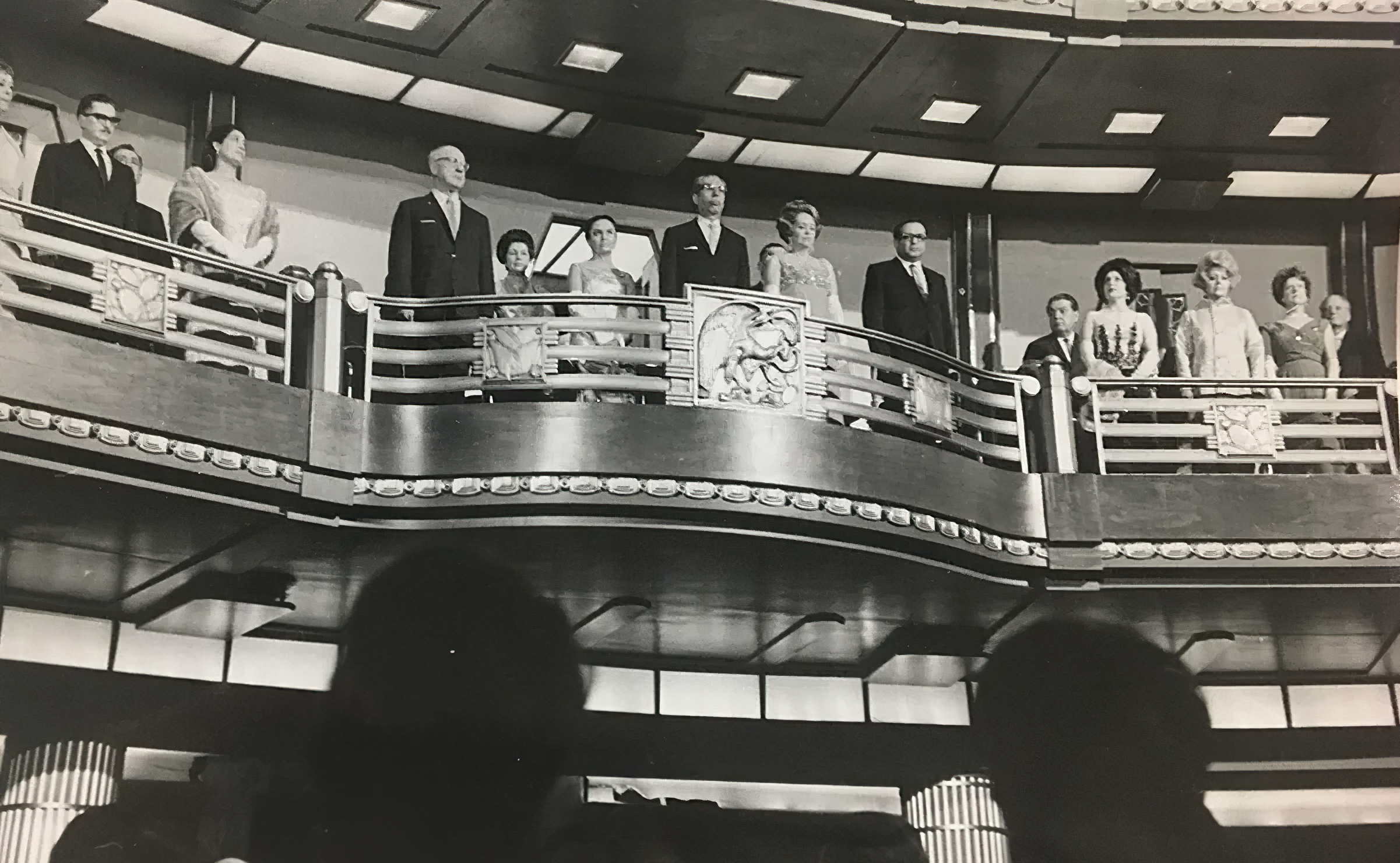
Gustavo Díaz Ordaz en Bellas Artes para inaugurar las olimpiadas culturales de México 1968.

Conmocionado, Gerardo comienza evocar recuerdos de la niñez que compartió con Langerhaus. Recuerda su excelente destreza en el clavecín, sus triunfos en bellas artes, sus habilidades de niño genio y prodigio, la cruenta hostilidad con que otros compañeros trataban a Langerhaus, etcétera. Entre sus recuerdos Gerardo destaca la tremenda vida llena de prohibiciones y límites que Langerhaus acarreaba con sus apenas doce años, vida que era impuesta por sus padres, mismos que parecían cuidar más los dedos de Langerhaus que al propio Langerhaus. Incluso Gerardo recuerda la noche en que Langerhaus hizo una presentación de clavecín en Bellas Artes; la presentación dejó a toda la escuela aplaudiendo de pie. Langerhaus dejó con la mano estirada a Morales y Valles (compañeros que lo molestaban), esto como acto de venganza. Langerhaus afirmaba su venganza entre dientes. Tiempo después Langerhaus se va a estudiar en un conservatorio europeo, aunque, no pasa mucho tiempo hasta que vuelve a México en 1968 para la olimpiada cultural de Gustavo Díaz Ordaz. La presentación de Langerhaus (un 19 de enero de 1968) fue un completo desastre, parecía una presentación para show de centro nocturno, esto según recuerda Gerardo que iba acompañado de Morales; Gerardo acepta haber huido de Bellas Artes para evitar la pena. Los críticos hicieron trizas a Langerhaus. Incluso Gerardo llegó a ver que Langerhaus ahora se dedicaba a la compraventa de terrenos en Cuernavaca.  
En algunos de los desayunos que Gerardo acostumbraba tener en un hotel con sus antiguos amigos del instituto, surgieron pláticas acerca del rendimiento y actuación de Langerhaus en Bellas Artes. Valle dio su hipótesis de lo sucedido mientras que Cisneros habló sobre las ocupaciones actuales de Langerhaus como fraccionador en Cuernavaca.  
A pesar de mostrarse reacio para asistir al velorio de su difunto amigo, Gerardo se presenta minutos antes de finalizar la ceremonia de vigilia en una funeraria Gayosso. Ya en el sitio Gerardo se extrañó de ver a tanto extranjero y por el contrario no ver a ningún compañero de la escuela. Dio el pésame a los padres y se dirigió al entierro. Cuando bajaban el ataúd a la tierra Gerardo volvió a dar el pésame a los padres.  
Gerardo comienza a percibir situaciones extrañas el lunes siguiente. Cisneros —su excompañero de instituto— invita a Gerardo para una cena en celebración de que Morales ahora pertenece al nuevo gabinete de Luis Echeverría como subsecretario. Gerardo pregunta por Langerhaus pero Cisneros no recuerda a esa persona de ninguna forma o modo. Gerardo también se extraña de las construcciones gramaticales en Cisneros; son en plural: "Algunos de nosotros han muerto".  
En la deprimente cena Gerardo pregunta a Morales por Langerhaus, pero tampoco lo recuerda de ninguna forma. Le hace preguntas sobre el concierto (de Langerhaus), mismo al que se supone habían asistido juntos —Gerardo y Morales—, pero no logra recordar nada. Gerardo, intrigado por la incógnita, hace una apuesta de dinero con Cisneros para comprobarle que Langerhaus existió. La primera parada fue la casa de Cisneros, ahí revisaron los anuarios y Langerhaus no estaba. Gerardo al verse doblemente intrigado volvió a apostar y esta vez revisaron los periódicos de días anteriores en el garash pero Langerhaus no aparecía en ninguna parte de los periódicos. En su último intento Gerardo apostó de nuevo, esta vez iría directamente a la funeraria para preguntar por Langerhaus. Después de una mordida al recepcionista de la funeraria, este les mostró los archivos en los cuales no se encontraba Langerhaus por ningún lado. Gerardo insiste en seguir apostan e ir esta vez directamente al panteón pero Cisneros se comienza a sentir incómodo con la situación por lo que pide a Gerardo dejar las cosas en paz.  
El cuento termina con la conciencia de Gerardo en el momento en que este se da cuenta de que su compañero no quiere seguir la apuesta:

Sin hablar una sola palabra Cisneros me llevará hasta el estacionamiento en que guardé mi coche. Nos despediremos. Manejaré hasta la casa en donde vivo solo. Subiré a mi cuarto. Antes de acostarme tomaré un somnífero. Dormiré una hora o dos. La música me despertará. Pensaré: he dejado encendida la radio en alguna parte. Sin embargo la música llegará desde la sala en tinieblas, la sonata de Bach cada vez más próxima ahora bajo las escaleras temblando.
—José Emilio Pacheco, El principio del placer.

#### Análisis
Aludiendo a que El principio del placer es una obra sobre las edades humanas desde la niñez hasta la vejez y que la sinopsis de Langerhaus es: "contrasta la esperanza que fuimos en la niñez y la adolescencia con el fantasma en que la vida es capaz de convertirnos". Podemos entonces esclarecer que Langerhaus es el fantasma del niño que Gerardo nunca pudo ser y que fue creciendo junto a este, en su mente, viviendo siempre dos vidas al mismo tiempo. Al llegar a la vejez Gerardo tiene que matar al fantasma para continuar una vida, ahora como persona cuerda y madura. La única solución que Gerardo encontró es inventar la muerte de Gerardo, asesinar de una vez por todas al fantasma de Langerhaus, creerse su propia mentira. Otra evidencia son las frases que Cisneros le decía a Gerardo: "Algunos de nosotros han muerto", "Te esperamos". Al parecer Gerardo pensó que Cisneros también tenía un fantasma viviendo a su lado. Este hecho lo hizo ponerse paranoico y sobre pensar las cosas. 
Respecto a las fechas en que transcurren los hechos del cuento solo puede sugerirse que la narración principal, esa en la que Gerardo está en la cena de Morales, transcurre alrededor del martes primero de diciembre de 1970. En esa fecha fue el cambio de presidente y su gabinete. Recordemos que la historia en un principio transcurre en el mandato de Gustavo Díaz Ordaz (1968).

### Tenga para que se entretenga

#### Resumen
El segundo cuento abre con la carta que un detective privado (Ernesto Domínguez Puga) hace a su cliente, un señor que permanecerá anónimo y sin intervención en la historia. En la carta especifica que manda el recibo de sus honorarios y el informe confidencial que el cliente pidió. Ernesto afirma que el informe es más largo de lo que supuso y tuvo necesidad de redactarlo varias veces. Todo lo que continúa en el cuento hasta su desenlace es el reporte de Ernesto.

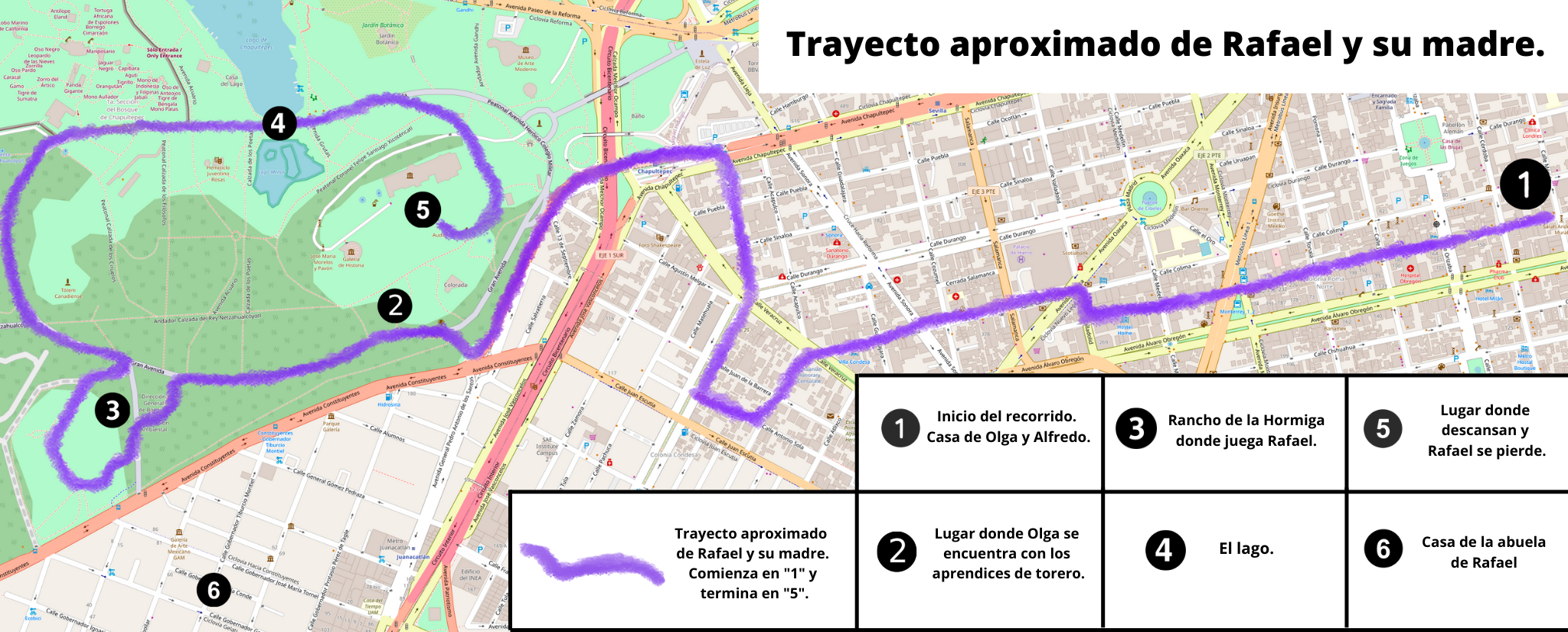
Recorrido aproximado de Olga y Alfredo, desde su casa hasta el lugar donde se extravió Alfredo dentro del Bosque de Chapultepec. (Mapa real de la Ciudad de México)

Un 9 de agosto de 1943, la señora Olga Martínez de Andrade y su hijo de seis años, Rafael Andrade Martínez, salieron de casa (Tabasco 106, colonia Roma) para almorzar con la abuela materna del pequeño Rafael, la señora Caridad Acevedo viuda de Martínez. Como Rafael declinó ir en taxi y quiso aventurarse a viajar por tranvía y autobús hasta la casa de su abuela, su madre decidió adelantarse un poco al almuerzo y salir más temprano de casa. En el camino se le ocurrió a Olga pasear a Rafael por el Bosque de Chapultepec para esperar la hora en que fuera la cita con la abuela. En cierto punto de descanso, dentro del bosque, el pequeño Rafael se sintió cansado y decidió tirarse en el suelo, boca arriba. Rafael se encontraba molestando a un caracol cuando del suelo, a través de un rectángulo de madera, salió un hombre que pidió a Rafael que parara de molestar al caracol. El hombre le entregó Olga un periódico y una rosa con un alfiler. Rafael comenzó a hacerle preguntas al hombre y pidió conocer su casa, a lo que la señora Olga aceptó ciegamente. Tanto Rafael como el hombre descendieron por el túnel oscuro en la puerta de madera al suelo.
Después de 15 minutos Olga se precipitó, inquieta, para buscar a su hijo el cual no regresaba. Olga corrió para buscar la ayuda de unos aprendices de torero que se encontró al entrar en el bosque. Los aprendices acudieron con Olga al lugar donde desapareció el pequeño Rafael pero no había nada, no estaba la puerta tampoco el túnel. A los veinte minutos llegaron multitud de personas: vigilantes del bosque, parientes de la familia, policías, amigos, curiosos, el ingeniero Andrade (esposo de Olga y padre de Rafael), etcétera. El padre de Rafael, haciendo uso de sus influencias, llamó a Maximino Ávila Camacho, hermano del presidente Manuel Ávila Camacho, para que le ayudara con la situación. Maximino, con una sola orden, movilizó a la mitad de los efectivos policiales en la ciudad, cerró el bosque y detuvo para interrogar a los aspirantes de torero.
El detective Ernesto fue llamado por Maximino para investigar el caso (es aquí cuando el cuento cambia de ser narrado en tercera a primera persona). Ernesto estuvo investigando y discurriendo entre varias hipótesis. Se dijo que podía haber túneles debajo de Chapultepec; podría haber sido un secuestro a manos de roba chicos; se dijo que Olga tenía relaciones a escondidas con los aspirantes a torero y todo había sido obra de Olga para que Rafael, quien presuntamente vio a su mamá con uno de ellos, no la descubriera; también se dijo que Rafael pudo ser secuestrado, por una secta que adora a dioses prehispánicos, para ser sacrificado. Por tan descabelladas hipótesis el caso tomó relevancia en México y sirvió como escape a esas noticias de miseria y tensiones de guerra, aunque no duró mucho; pronto se olvidaron de "El misterio de Chapultepec". 
Tanto embrollo metió en problemas a Maximino quien ya arrastraba dos de ellos: quería ser el sucesor de su hermano en la presidencia y tenía fama de mujeriego. Esos dos problemas fueron suficientes para que los adversarios de Maximino optaran por inventar, a través de una nota en periódico, que Maximino había desaparecido a Rafael para seguir manteniendo relaciones con Olga, que por cierto, era mujer muy bella. Al final, el reportaron que hizo la nota fue encontrado muerto con una nota de suicidio en la que pedía perdón por sus actos y ofrecía disculpas a Maximino. Como acto final, Maximino creó una versión de la desaparición de Rafael que fuera realmente convincente. Se dijo que unos jóvenes lo habían secuestrado y pensaban pedir recompensa pero al verse en una situación tan peligrosa, tuvieron miedo, descuartizaron al pequeño Rafael y lo tiraron al canal del desagüe. En la búsqueda del cuerpo de Rafael se encontraron restos de otro niño, mismos restos que dijeron eran de Rafael. 

Esto sí es un problema: en México siempre que se busca un cadáver se encuentran muchos otros en el curso de la pesquisa.
—José Emilio Pacheco, El principio del placer.

Ernesto se dio por último, a la tarea de entrevistar a Olga. A los torerillos no pudo entrevistarlos porque ya habían sido juzgados y asesinados mediante la ley de fugas. Ernesto realizó todas las preguntas correspondientes a la señora Olga, esta le dio todos los datos que necesitaba incluyendo el aspecto físico del raptor quién, aparentemente, era parecido a Maximiliano de Habsburgo aunque Olga lo haya negado. Ernesto pidió a Olga ver las cosas que aquel hombre le entregó. Olga accedió. Ernesto quedó putrefacto cuando vio que lo que era una rosa de color rojo ahora era una rosa negra, mismas que sorprendentemente no existen. El alfiler era de oro puro pero muy desgastado. El periódico era muy viejo, era un Gaceta imperial de México que databa del 2 de octubre de 1866.
Después de la entrevista, Andrade pidió a Ernesto que guardara el secreto del caso y por su parte Maximino Camacho lo recompensó en grata manera.

Desde entonces hasta hoy, sin fallar nunca, la señora Olga Martínez viuda de Andrade camina todas las mañanas por el Bosque de Chapultepec hablando a solas. A las dos en punto de la tarde se sienta en el tronco vencido del mismo árbol, con la esperanza de que algún día la tierra se abrirá para devolverle a su hijo o para llevarla, como los caracoles, al reino de los muertos. Pase usted por allí y la encontrará con el mismo vestido que llevaba el 9 de agosto de 1943: sentada en el tronco, inmóvil, esperando, esperando.
—José Emilio Pacheco, El principio del placer.

#### Análisis

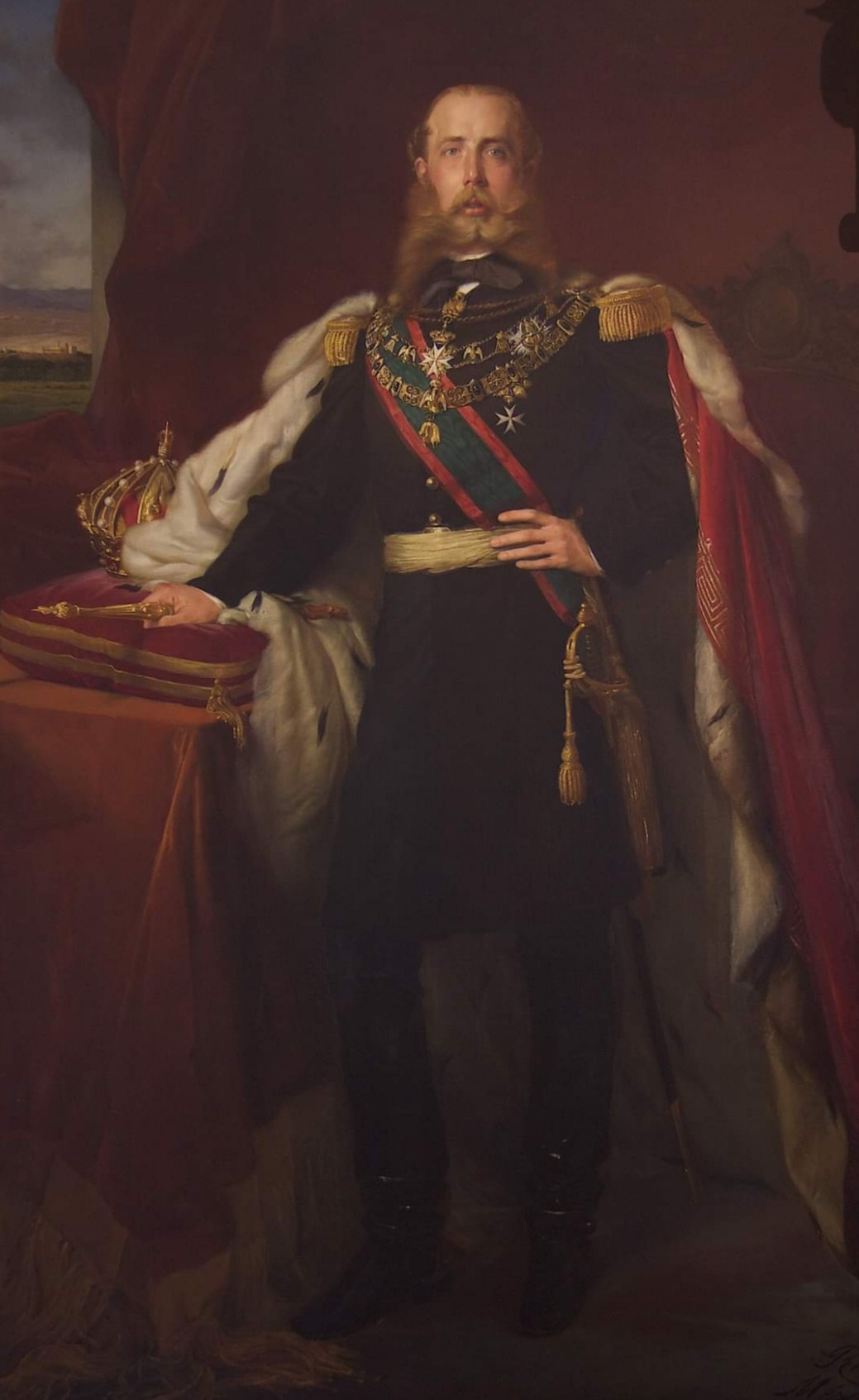
Retrato de Maximiliano de Habsburgo, emperador mexicano.

Tenga para que se entretenga es un cuento que bien podría ser un cuento de terror en el que reúnen localizaciones reales en el bosque de Chapultepec con leyendas históricas de la CDMX o bien, ser una crítica a la política de esos tiempos que actuaba con palancas, caprichos y poder.
Un hecho poco hablado es que aparentemente es el fantasma de Maximiliano de Habsburgo el que rapta a Rafael. Hay demasiadas coincidencias que apunta a él: la apariencia física, vestimenta, patillas, el acento alemán (recordemos que Maximiliano de Habsburgo era austriaco, país donde el idioma nativo es el alemán), etcétera. Incluso Rafael desapareció cerca de donde se supone era el baño azteca en que nadaba Habsburgo.
 

Maximiliano podría representar al poderío político en México, ese que obtiene «lo que quiere cuando quiere». Rafael puede representar a las riquezas de México y la madre de Maximiliano a la clase trabajadora. La aguja clavada en la rosa puede representar la cara tierna y peligrosa de los políticos mentirosos, y el diario puede representar esas manipulaciones a través de medios de difusión:
Hay quienes dicen que este cuento, más que narrar un hecho fantasmagórico plantea una crítica a la clase política de México y al influyentismo, donde la rosa con el alfiler y el periódico simbolizan el pan y circo que se le da al pueblo, una distracción orquestada con ayuda de los medios de comunicación. En tanto, el hombre que se roba a Rafael es ni más ni menos que Maximiliano de Habsburgo, quien encarna al poder político y su capacidad de robarnos lo que más queremos y apreciamos en nuestras narices.
Hay unos cuantos datos interesantes en el análisis de la obra. Por ejemplo, la localización exacta del lugar donde se perdió Rafael es el Audiorama del Bosque de Chapultepec. El Audiorama es el único lugar del bosque que cumple con las especificaciones que se mencionan en el libro: sus árboles están achatados y son los únicos diferentes en todo el Bosque de Chapultepec; está cerca del lugar donde entrenaban los aspirantes a torero, en el estanque seco. De hecho se puede interpretar que la cueva de donde sale el hombre misterioso pueda ser el Cincalco que hay en el Audiorama, esto incluso concordaría muy bien con la leyenda del Cincalco.

### Cuando salí de La Habana, válgame Dios

#### Resumen

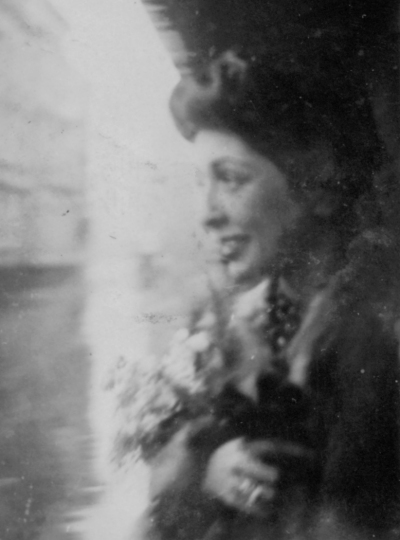
Rosita Serrano, autora de "La paloma".

Este cuento tiene, como La fiesta brava en un principio, un extraño uso del punto y coma así como de los párrafos y diálogos. La historia se desarrolla en La Habana, Cuba, en el año de 1912. El narrador, Luis (dato que no se revela hasta el final del cuento), y protagonista es un hombre, casado, que estaba de paso por Cuba en representación de la Ferroquina Cunningham. Luis pronto tendrá que buscar un viaje a México porque la gente del Partido Independiente de Color hizo el llamamiento para un levantamiento armado que hoy se conoce como la Masacre de los Independientes de Color o Guerra de 1912 en Cuba. Todo sucedió bajo la presidencia de José Miguel Gómez quien en el cuento se le conoce como «el Tiburón». Luis se embarca en el Churruca para un viaje de tres días. Dentro del barco todos parecen tristes según el Luis, incluso tocan La paloma de Rosita Serrano:
Cuando salí de la Habana, válgame Dios, / nadie me vio salir si no fui yo.
En la Churruca conoce a Isabel, una joven de dieciocho años, hija de don Baltasar que está encargado del Casino Español en México. Luis sostiene varios encuentros con ella pues se da cuenta de que le queda poco tiempo para desembarcar; tiene todos los contextos en contra: ella es joven, el es un viejo canoso; el se queda en Veracruz y ella va a Puebla. Luis trata de aprovechar todos los momentos que puede con ella. Al final, el último día antes de desembarcar, el Luis se queda bebiendo triste en la cubierta del barco después de haber terminado la fiesta de despedida por el último día de la embarcación; Luis se queda dormido. De un momento a otro Luis escucha que alguien toca, ve que es Isabel y se sorprende que la hayan dejado venir sola a verlo. Un tumulto de ruidos y lamentos invaden los oídos de Luis y este se confunde:

[...] oigo gritos, carreras, lamentos, me pregunto, le pregunto ¿qué pasa?, no sabes, es horrible, no sabes, ¿qué pasa?, y ahora ella me interroga, me dice ¿cuándo salimos de La Habana?, el 20 de mayo de 1912, respondo, ¿qué día es hoy?, 23, 24, qué importa;
no no no, me contesta llorando, es el 23 de noviembre de 2012, algo pasó, nos tardamos en llegar todo un siglo, no puedes imaginarte lo que ha ocurrido en el mundo, no lo podrás creer nunca, mira, asómate, dime si reconoces algo, hasta la gente es por completo distinta, no nos permiten desembarcar, están enloquecidos, dicen que es un barco fantasma, el Churruca de la Compañía Trasatlántica Española se perdió en el mar al salir de La Habana en 1912, tú y yo y todos los que viajamos en él sabemos que no se hundió, para nosotros sólo han pasado tres días, estamos vivos, tenemos la edad que teníamos hace cien años al zarpar de La Habana, pero cuando bajemos a tierra ¿qué ocurrirá?, Dios mío, ¿cómo pudo pasarnos lo que nos pasó, cómo vamos a vivir en un mundo que ya es otro mundo?.
—José Emilio Pacheco, El principio del placer.